# Réserve naturelle nationale du marais communal de Saint-Denis-du-Payré
La réserve naturelle nationale du marais communal de Saint-Denis-du-Payré (RNN33) ou réserve naturelle Michel Brosselin est une réserve naturelle nationale située en Pays de la Loire. Classée en 1976, elle occupe une surface de 207 hectares et protège un marais communal typique du marais poitevin.

## Localisation

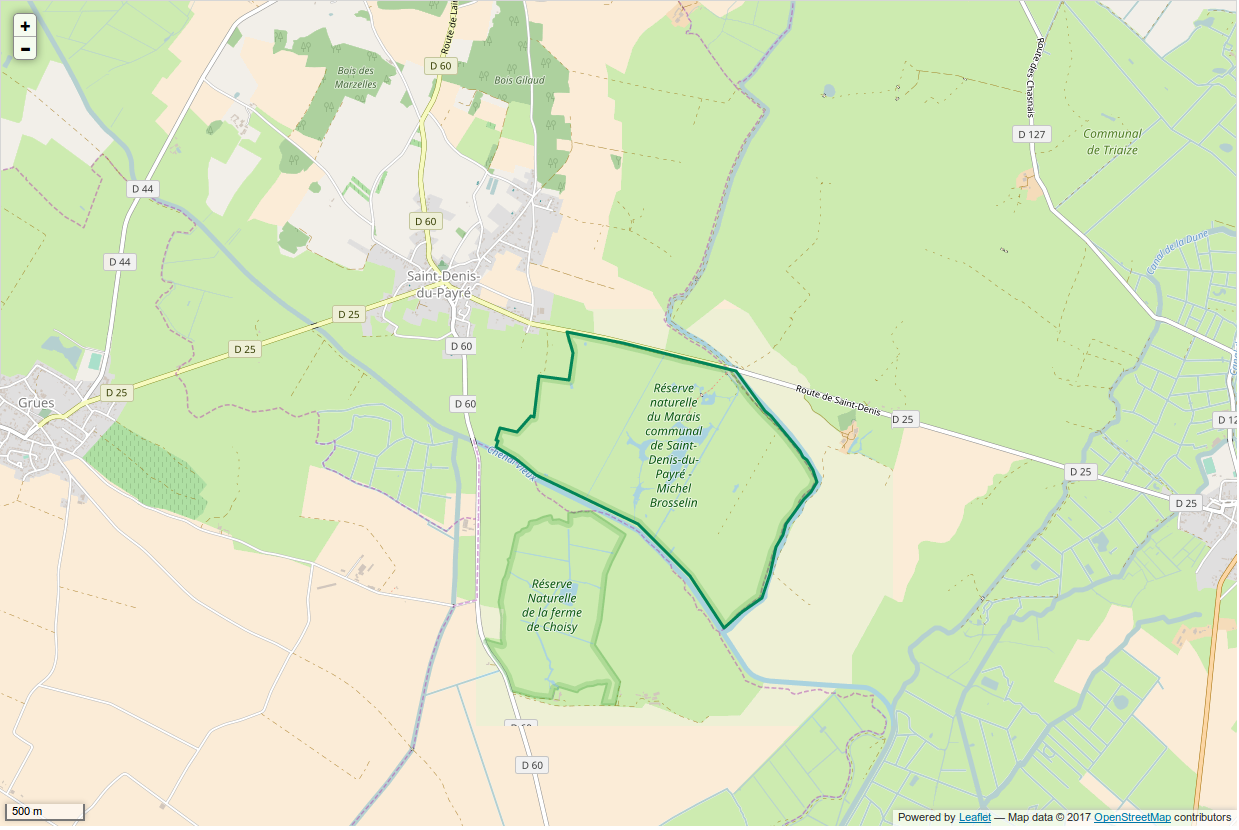
Périmètre de la réserve naturelle.

Le territoire de la réserve naturelle est dans le département de Vendée, sur la commune de Saint-Denis-du-Payré.

## Histoire du site et de la réserve
Michel Brosselin (1936-1980) était un pionnier de la protection de la nature des années soixante qui a notamment remarqué l'intérêt ornithologique du site.

## Écologie (biodiversité, intérêt écopaysager…)

### Faune
De nombreuses espèces d'oiseaux fréquentent le site : Cygne tuberculé, Spatule blanche, Grand Cormoran, Avocette élégante, Pluvier guignard, Chevalier gambette...

## Administration, plan de gestion, règlement
La réserve naturelle est gérée par la Ligue pour la protection des oiseaux (LPO) et l'Office français de la biodiversité (OFB) Délégation Inter Régionale Bretagne-Pays de la Loire.

### Outils et statut juridique
La réserve naturelle a été créée par un arrêté ministériel du 18 octobre 1976. Cet arrêté a été abrogé par un nouveau décret le 3 mai 2002.